# 科利·西伯

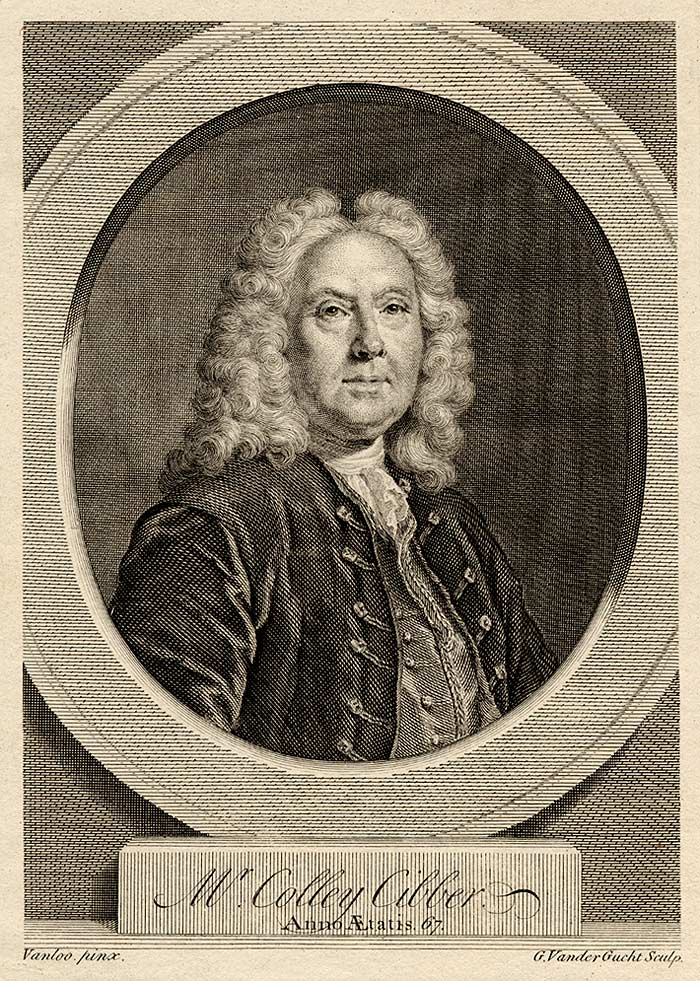
科利·西伯

科利·西伯（Colley Cibber，1671年11月6日 - 1757年12月11日）是一位英国剧作家和英國桂冠詩人。
1688年，他成為第一代德文郡公爵威廉·卡文迪许的军队的一員。1690年起他成為德鲁里巷剧院裡面的一名演员。
科利·西伯後來又编写劇本。1710年，他接管了德鲁里巷剧院的管理工作。1730年，他獲評桂冠诗人。 